# Gare de Befu (Hyōgo)
La gare de Befu (別府駅, Befu-eki) est une gare ferroviaire localisée dans la ville de Kakogawa, dans la préfecture de Hyōgo au Japon. La gare est exploitée par la compagnie Sanyo Electric Railway, sur la ligne principale Sanyo Electric Railway. Le numéro de la gare est SY 28.

## Situation ferroviaire
Établie à 4 mètres d'altitude, la gare de Befu est située au point kilométrique (PK) 32.2 de la ligne principale Sanyo Electric Railway.

## Histoire
C'est le 19 août 1923 que la gare est inaugurée.
En 2013, la fréquentation journalière de la gare était de  2 378 personnes.
| 2010  | 2011  | 2012  | 2013  |
| 4 304 | 4 321 | 4 359 | 4 540 |

## Service des voyageurs

### Accueil
La gare est une halte sans service et sans personnel.

### Desserte
La gare de Befu  est une gare disposant de deux quais et de deux voies.
| N° de voie | Ligne | Direction       |
| ---------- | ----- | --------------- |
| Côté sud   | Sanyō | Himeji - Aboshi |
| Côté nord  | Sanyō | Akashi - Ōsaka  |

### Intermodalité

#### Bus
Des bus urbain de la ville de Kakogawa et de bus de la compagnie Shinki Bus desservent la gare.

### Site d’intérêt
- Le port de Befu